# Portfoliotheorie
Dieser Artikel wurde aufgrund inhaltlicher und/oder formaler Mängel auf der Qualitätssicherungsseite des Portals Wirtschaft eingetragen. 
Du kannst helfen, indem du die dort genannten Mängel beseitigst oder dich an der Diskussion beteiligst.
Die Portfoliotheorie ist ein Teilgebiet der Kapitalmarkttheorie und untersucht das Investitionsverhalten an Kapitalmärkten (z. B. Aktienmarkt). Die moderne Portfoliotheorie geht auf eine Arbeit des US-amerikanischen Ökonomen Harry M. Markowitz aus dem Jahr 1952 zurück. Er traf bestimmte Annahmen über das Verhalten von Investoren und erzielte so Aussagen über das Investitionsverhalten. Seine Arbeit war zum Zeitpunkt ihres Erscheinens revolutionär, und er erhielt 1990 dafür den Wirtschaftsnobelpreis. Spätere Entwicklungen wie das Single-Index-Modell, das Capital Asset Pricing Model und die heute vorherrschende Arbitragepreistheorie sind Weiterentwicklungen von Markowitz’ Portfolio-Selection-Theorie.
Die erweiterte Frage nach Portfolioauswahl bei gleichzeitiger Berücksichtigung von Konsumentscheidungen ergibt das Konsum-Investitions-Problem.

## Überblick
Folgende Fragestellungen motivierten Markowitz:
1. Er wollte die Entscheidung zur Risikodiversifizierung der Anleger wissenschaftlich begründen und quantifizieren.
2. Er wollte ermitteln, welche und wie viele Wertpapiere in ein optimales Portfolio aufgenommen werden müssen.

Markowitz führte erstmals einen theoretischen Nachweis über die positive Auswirkung von Diversifikation auf Risiko und Rendite des Gesamtportfolios. Da die Risiken der Einzelanlagen verschieden sind, werden sie im gesamten Portfolio geringer (siehe Korrelation).
Um Renditen und Risiken bei der Auswahl der Anlagen in einem Portfolio möglichst optimal auszunutzen, entwickelte Markowitz eine mathematische Methode, um effiziente Portfolios zu ermitteln.

## Zielsetzung
Ziel der Portfoliotheorie ist es, Handlungsanweisungen zur „bestmöglichen“ Kombination von Anlagealternativen zur Bildung eines optimalen Portfolios zu geben. In diesem optimalen Portfolio werden die Präferenzen des Anlegers bezüglich des Risikos und des Ertrags sowie die Liquidität berücksichtigt. Dadurch soll das Risiko eines Wertpapierportfolios, ohne eine Verringerung der zu erwartenden Rendite, minimiert werden. Notwendige Voraussetzung hierbei ist, dass die Wertpapiere nicht vollständig korreliert sind.
Die Portfoliotheorie ist das theoretische Grundgerüst für die Praxis des Portfoliomanagements.

## Annahmen
Die Portfoliotheorie unterstellt einen Investor, der sich in seinem Verhalten ausschließlich an bekannten Finanzdaten (z. B. Börsenkurs, Dividende, Cash flow) orientiert und sein Vermögen mehren will. Er handelt rational und nutzenmaximierend (Homo Oeconomicus): Das bedeutet, er informiert sich über die Gegebenheiten des Kapitalmarktes und entscheidet sich, indem er Chancen und Risiken gegeneinander abwägt. Dabei scheut er das Risiko (man spricht auch von Risikoaversion). Risikoaverses Verhalten bedeutet, dass ein höheres Risiko nur dann in Kauf genommen wird, wenn der erwartete Ertrag überproportional steigt. Über die Frage, welche Information aus den beobachtbaren Daten des Marktes gewonnen werden kann, hat es unter Fachleuten eine intensive Debatte gegeben (zurückgehend auf die Arbeiten von Eugene Fama zur Informationseffizienz).
Um die Analyse zu vereinfachen, nimmt man weiter an, dass der Kapitalmarkt vollkommen ist.
Kern der Portfoliotheorie ist die Unterscheidung in systematisches und unsystematisches Risiko. Dem systematischen Risiko sind alle Wertpapiere am Markt unterworfen, es kann somit nicht diversifiziert werden und ist das Risiko des Anlegens selbst. Das unsystematische Risiko hingegen ist das Risiko, das sich durch Diversifikation, also mit steigender Anzahl an verschiedenen Wertpapieren, verringern lässt.

## Effiziente Portfolios
Ein Portfolio dominiert ein anderes Portfolio, wenn die erwartete Rendite {\displaystyle \mu } größer oder gleich der des anderen Portfolios ist und die Standardabweichung {\displaystyle \sigma } seines Wertes kleiner der des anderen Portfolios ist oder wenn die erwartete Rendite {\displaystyle \mu } größer ist und die Standardabweichung {\displaystyle \sigma } gleich ist. Dabei ist ausgeschlossen, dass es sich um ein Portfolio mit der gleichen Zusammensetzung handelt. Die Standardabweichung ergibt sich aus den Kursschwankungen (Streuung) und ist somit das Maß für das Risiko des Portfolios.
Ein Portfolio heißt effizient, wenn es von keinem anderen Portfolio dominiert wird, d. h. wenn kein anderes Portfolio existiert, welches bei gleicher Renditeerwartung ein geringeres Risiko bzw. bei gleichem Risiko eine höhere Rendite hat.
Die Effizienzlinie ist der geometrische Ort aller effizienten Ertrags-Risiko-Kombinationen.

### Effiziente Portfolios aus risikolosem und riskantem Wertpapier
Anhand von zwei Wertpapieren lässt sich ein optimaler Risiko-Rendite-Zusammenhang verdeutlichen. In dieser Situation wird, abhängig von der Risikopräferenz des Anlegers, die optimale Strategie ermittelt.
Wir betrachten ein risikoloses (Rendite: {\displaystyle r}) und ein riskantes Wertpapier (Rendite {\displaystyle \mu _{2}}). Zusätzlich wollen wir die Möglichkeit von Leerverkäufen (LV) annehmen. In den behandelten Fällen wird ein riskantes Wertpapier, das mit Kurs- und Ausfallrisiko (auch: Währungsrisiko) behaftet ist, betrachtet. Die risikolose Anlage kann durch ein staatliches Wertpapier simuliert werden. Die Laufzeit muss dabei mit der Planungsperiode übereinstimmen. Auf diese Weise lassen sich für das risikolose Instrument Zinsänderungs- und Ausfallrisiken ausschließen.
Es lassen sich vier Fälle unterscheiden:

#### 1. Fall:μ2>rohne Leerverkauf
Die Rendite des riskanten Wertpapiers ist größer als der risikolose Zins und es gibt keine Leerverkäufe.
Die einzige Wahl, die der Anleger hat, ist der Anteil {\displaystyle x\in [0,1]} seiner Mittel, den er in das riskante Papier investiert.
Dann fließt der Anteil {\displaystyle 1-x} in die risikolose Anleihe.
Die Effizienzlinie ist eine Gerade aus Ertrags-Risiko-Kombinationen, denn für die Gesamtrendite {\displaystyle \mu _{x}} gilt
{\displaystyle \mu _{x}=(1-x)r+x\mu _{2}=r+{\frac {\mu _{2}-r}{\sigma _{2}}}\cdot \sigma _{x}} wobei {\displaystyle \sigma _{x}=\sigma _{2}\cdot x} mit {\displaystyle x\in [0,1]}.
Dies bedeutet daher:
- Der Rendite-Risiko-Zusammenhang ist linear.
- Der Vorfaktor des Portfoliorisikos entspricht einer normierten Risikoprämie. Dies ist die Überrendite des riskanten Wertpapiers dividiert durch dessen Risiko.

In diesem Fall 1 mit {\displaystyle \mu _{2}>r~} ohne Leerverkauf sind alle Portfolios auf der durch die Gleichung gegebenen Strecke, d. h. alle Paare {\displaystyle (\mu _{x},\sigma _{x})}, {\displaystyle x\in [0,1]}, effizient.

##### Herleitung
Gesucht ist {\displaystyle (\mu _{x},\sigma _{x})} in Abhängigkeit vom Mischungsverhältnis {\displaystyle (1-x,x)} mit {\displaystyle 0\leq x\leq 1}. Allgemein gilt
{\displaystyle \mu _{x}=r(1-x)+\mu _{2}x=r+(\mu _{2}-r)x}
{\displaystyle \sigma _{x}={\sqrt {(1-x)^{2}\sigma _{1}^{2}+x^{2}\sigma _{2}^{2}+2\sigma _{1}\sigma _{2}(1-x)x\rho _{1,2}}}}, wobei {\displaystyle \rho _{12}} der Korrelationskoeffizient zwischen den Renditen der betrachteten Papiere ist.
Der hier betrachtete Spezialfall ergibt sich daraus, dass das erste Papier, die Anleihe, risikolos ist, was mathematisch durch {\displaystyle \sigma _{1}=0} ausgedrückt wird, und daraus folgt {\displaystyle \sigma _{x}=x\sigma _{2}}.

#### 2. Fall:μ2>rmit Leerverkäufen
Die Rendite des riskanten Wertpapiers ist größer als der risikolose Zins und Leerverkäufe sind zulässig. Mathematisch bedeutet die Zulässigkeit von Leerverkäufen, dass der Anteil {\displaystyle x} der in das riskante Papier investierten Mittel nicht mehr durch das Intervall [0,1] eingeschränkt ist. Bei der Zulässigkeit von Leerverkäufen lassen sich die beiden Fälle, in denen das risikolose Wertpapier oder das riskante Wertpapier verkauft wird, unterscheiden.

##### Leerverkauf der risikolosen Anlage
Der Leverage-Effekt besteht darin, dass bei Leerverkauf des risikolosen Instruments der Erwartungswert des Portfolios steigt, aber auch das Risiko in Form größerer Streuung. Leerverkauf der risikolosen Anleihe bedeutet {\displaystyle x>1}, das heißt man investiert mehr Mittel in das riskante Papier. Für die Gesamtrendite {\displaystyle \mu _{x}} ergibt sich {\displaystyle \mu _{x}=r(1-x)+\mu _{2}x=\mu _{2}+(\mu _{2}-r)\cdot (x-1)} mit {\displaystyle x>1}.

##### Leerverkauf der riskanten Anlage
Der Leerverkauf des riskanten Papiers bedeutet {\displaystyle x<0}. Die Gesamtrendite {\displaystyle \mu _{x}=r+(\mu _{2}-r)\cdot x} ist damit kleiner als die geforderte Mindestrendite {\displaystyle r}.
Der formale Ablauf besteht im Ausleihen einer Aktie, deren anschließenden Verkauf und Investition der so erhaltenen Mittel in das risikolose Papier. Die Ausleihe bedeutet, dass der Partei, die die Aktie zur Ausleihe bereitstellt, alle aus dem Besitz der Aktie resultierenden Zahlungen (Dividenden) erstattet werden, und dass die Aktie am Ende der Laufzeit am Markt zurückgekauft und dieser Partei zurückgegeben wird.
Der Leerverkäufer trägt dasselbe Risiko wie ein Aktienhalter und erwirtschaftet im hier vorliegenden Fall {\displaystyle \mu _{2}>r} eine geringere Rendite, als man auch risikolos erhalten könnte.
Deshalb sind durch Leerverkauf der riskanten Anlage erzeugte Portfolios in diesem Fall nicht effizient.

#### 3. Fallμ2<rohne Leerverkauf
Die Rendite des riskanten Wertpapiers ist kleiner als der risikolose Zins und es gibt keine Leerverkäufe.
Für die Gesamtrendite gilt {\displaystyle \mu _{x}=r-(r-\mu _{2})\cdot x,\,x\in [0,1]}.
In diesem Fall ist ein Portfolio, das nur in das risikolose Instrument investiert, effizient, denn durch das Eingehen eines erhöhten Risikos, das heißt durch eine Wahl {\displaystyle x>0}, vermindert man die Rendite.

#### 4. Fallμ2<rmit Leerverkäufen
Leerverkäufe sind zulässig: Durch einen Leerverkauf des riskanten Instruments, das heißt durch eine Wahl {\displaystyle x<0}, lässt sich die Portfoliorendite {\displaystyle \mu _{x}=r+(r-\mu _{2})\cdot (-x)} beliebig steigern, natürlich nur bei gleichzeitiger, durch den Leerverkauf bedingten Erhöhung des Gesamtrisikos.

### Effiziente Portfolios aus zwei riskanten Wertpapieren
Es lassen sich folgende Fälle unterscheiden:
- Die Rendite des zweiten Wertpapiers ist größer als die des ersten und die Varianz des zweiten Wertpapiers ist größer als die des ersten.

Die Aufhebung der Leerverkaufsbeschränkung führt nicht zu Änderungen im Minimum-Varianz-Portfolio, wenn die Korrelation {\displaystyle \rho } bestimmte Werte annimmt, die sich aus dem Verhältnis der Standardabweichungen beider Titel ergibt. Dies bedeutet, dass beide Wertpapiere im Ausgangsportfolio mit positiven Anteilen vertreten sind.

#### Iso-Ertragslinien
Ein optimales Portfolio nach diesem Kriterium liegt bei {\displaystyle (x_{1},x_{2})=(0,1)}
Budgetgerade
Iso-Ertragslinie {\displaystyle \mu _{1}}
Iso-Ertragslinie {\displaystyle \mu _{2}}

#### Iso-Risikolinien
Ein optimales Portfolio nach diesem Kriterium liegt nicht an den Extrempunkten.
Budgetgerade ohne Leerverkaufsmöglichkeit
Iso-Ertragslinie {\displaystyle \mu _{1}}
Iso-Ertragslinie {\displaystyle \mu _{2}}
- Die Rendite des zweiten Wertpapiers ist größer als die des ersten und die Varianz des zweiten Wertpapiers ist kleiner oder gleich der ersten.

### Analytische Bestimmung des global varianzminimalen Portfolios

#### Unkorrelierte Wertpapiere
Bei unkorrelierten Wertpapieren {\displaystyle \rho =0} tritt immer ein Diversifikationseffekt auf. Das optimale Mischungsverhältnis {\displaystyle (x_{1}^{*},x_{2}^{*}=1-x_{1}^{*})} lautet nach der Formel für die inverse Varianzgewichtung:
{\displaystyle x_{1}^{*}={\frac {\sigma _{2}^{2}}{\sigma _{1}^{2}+\sigma _{2}^{2}}}}
{\displaystyle x_{2}^{*}={\frac {\sigma _{1}^{2}}{\sigma _{1}^{2}+\sigma _{2}^{2}}}}.

#### Korrelierte Wertpapiere

Zwei riskante Wertpapiere in Form von Aktien (ohne LV)

Risikodiversifikation in Abhängigkeit vom Korrelationskoeffizienten {\displaystyle \rho }:
Die Wahl des Portfolios ergibt das Minimum-Varianz-Portfolio (kurz: MVP):
{\displaystyle x_{1}^{*}={\frac {\sigma _{2}^{2}-\sigma _{1}\cdot \sigma _{2}\cdot \rho }{\sigma _{1}^{2}+\sigma _{2}^{2}-2\cdot \sigma _{1}\cdot \sigma _{2}\cdot \rho }}}
{\displaystyle x_{2}^{*}={\frac {\sigma _{1}^{2}-\sigma _{1}\cdot \sigma _{2}\cdot \rho }{\sigma _{1}^{2}+\sigma _{2}^{2}-2\cdot \sigma _{1}\cdot \sigma _{2}\cdot \rho }}}
Ist die Kovarianz {\displaystyle \sigma _{12}=\sigma _{1}\cdot \sigma _{2}\cdot \rho } bekannt, so sieht die Formel im ersten Fall wie folgt aus:
{\displaystyle x_{1}^{*}={\frac {\sigma _{2}^{2}-\sigma _{12}}{\sigma _{1}^{2}+\sigma _{2}^{2}-2\sigma _{12}}}}

### Effiziente Portfolios aus drei riskanten Wertpapieren
2 Fälle
- Global varianzminimales Portfolio mit negativen Anteilen:

Dies lässt sich in einem {\displaystyle x_{1}}-{\displaystyle x_{2}}-Diagramm, welches die Aufteilung auf Wertpapier 1 und 2 (und damit implizit auf Wertpapier 3) sowie in einem {\displaystyle \mu }-{\displaystyle \sigma }-Diagramm, welches die Effizienzlinie zeigt, darstellen.
{\displaystyle x_{1}}-{\displaystyle x_{2}}-Diagramm: {\displaystyle x_{3}} ergibt sich aus dem Rest zwischen {\displaystyle x_{1}}  und {\displaystyle x_{2}}. Die Ordinate ist dann der Ort aller Mischungen aus Wertpapier 1 und 3 und die Abszisse die Mischung aus den Wertpapieren 2 und 3.
- Global varianzminimales Portfolio mit positiven Anteilen:

Dies lässt sich in einem {\displaystyle x_{1}}-{\displaystyle x_{2}}-Diagramm, welches die Aufteilung auf Wertpapier 1 und 2 (und damit implizit auf Wertpapier 3) sowie in einem {\displaystyle \mu }-{\displaystyle \sigma }-Diagramm, welches die Effizienzlinie zeigt darstellen.

#### Herleitung
Aus {\displaystyle x_{1}+x_{2}+x_{3}=1} ergeben sich zwei abhängige Variablen.
{\displaystyle \mu _{x}=\mu _{1}x_{1}+\mu _{2}x_{2}+(1-x_{1}-x_{2})\mu _{3}}
{\displaystyle \sigma _{x}^{2}}= {\displaystyle x_{1}^{2}\sigma _{1}^{2}+x_{2}^{2}\sigma _{2}^{2}+(1-x_{1}-x_{2})^{2}\sigma _{3}^{2}}{\displaystyle +2\sigma _{1}\sigma _{2}x_{1}x_{2}\rho _{1,2}~}
{\displaystyle +2\sigma _{1}\sigma _{3}x_{1}x_{3}\rho _{1,3}~} {\displaystyle +2\sigma _{2}\sigma _{3}x_{2}x_{3}\rho _{2,3}~}

### Effiziente Portfolios für n Wertpapiere
Dies lässt sich nur noch rechnerisch bestimmen mit
{\displaystyle \min _{x_{1},\ldots ,x_{n}}\Sigma \left[\rho _{ij}\cdot \sigma _{i}\cdot \sigma _{j}x_{i}x_{j}\right]}
Es müssen dabei die Restriktionen:
- Mindestrendite
- Budgetbedingung
- eventuell auch Leerverkaufsbeschränkung berücksichtigt werden.

### Mischung effizienter Portfolios
Bei Dachfonds stellt sich bspw. die Frage, ob eine Mischung von effizienten Portfolios wieder ein effizientes Portfolio ergibt. Dies muss nicht zutreffen, da
- im Falle, dass Leerverkäufe nicht zulässig sind, die Effizienzlinie geknickt ist. Bildet man nun ein Portfolio aus zwei Wertpapieren auf einem unterschiedlichen Teil der Linie, liegt dieses Portfolio nicht mehr auf der Effizienzlinie.
- im Fall, dass Leerverkäufe zulässig sind, ein Leerverkauf eines effizienten Portfolios ineffiziente Portfolios erzeugen kann.

## Optimales Portfolio
Man versucht, ein optimales Portfolio zu finden. Dies ist abhängig von der Risikopräferenz des Investors. Bei optimalen Portfolios gilt, dass die Steigung der Indifferenzkurve des Investors gleich der Steigung der Effizienzlinie ist.
Die komparative Statik ergibt, dass der Anteil des riskanten Wertpapiers:
- stets größer Null ist
- mit der Überschussrendite wächst
- mit steigendem Risiko des riskanten Wertpapiers fällt
- mit steigender Risikoaversion des Investors fällt.

Die Investoren, die sich an der erwarteten Rendite und dem erwarteten Risiko orientieren, halten nie ein vollständig risikoloses Portfolio. Dies liegt daran, dass die Investoren im {\displaystyle \mu }-{\displaystyle \sigma }-Diagramm eine waagerechte Tangente der Indifferenzkurve im Punkt {\displaystyle \sigma =0} besitzen.

## Resultate der Portfoliotheorie
Das wichtigste Resultat der Portfoliotheorie ist die Risikodiversifikation: Es existiert für jeden Investor ein so genanntes optimales Portfolio aus allen Anlagemöglichkeiten, das dessen Risiko-Chancen-Profil bestmöglich abbildet. Dieses optimale Portfolio hängt dabei weder von dem ursprünglichen Vermögen des Investors noch seiner unmittelbaren Risikoeinstellung ab. Vielmehr spielen nur die Risiko-Rendite-Kombinationen der gehandelten Titel eine Rolle. Der Beweis der Aussage geht auf James Tobin zurück, nach ihm wird dieses Theorem auch Tobin-Separation genannt.

## Kritik
- Sowohl die Annahmen als auch die Aussagen werden von der ökonomischen Wissenschaft durchaus kritisch bewertet, dennoch gilt die Portfoliotheorie als gesichert.
- Die meisten Prognosen arbeiten nur mit historischen Daten.
- Die Anlegerpräferenzen sind nicht eindeutig operationalisierbar.
- Es werden große Datenmengen verarbeitet. Bei 100 Wertpapieren wären 100 mathematische Gleichungen zu lösen, bei der Betrachtung über ein Jahr und täglichen Börsenkursen wären rund 25.000 Datensätze zu berücksichtigen. Solche Berechnungen können in überschaubarer Zeit nur von Computerprogrammen durchgeführt werden, und die Ergebnisse sind nicht ohne weiteres nachprüfbar.
- Realistischere, dynamische Modelle, die weitere Faktoren berücksichtigen, sind schwer nachvollziehbar.
- Auswirkungen, die eine Investition auf den Kurs haben könnte, werden nicht berücksichtigt.
- Eine Grundannahme der Portfoliotheorie ist, dass man aus der Vergangenheit keine verlässlichen Schlüsse auf die Zukunft ziehen und diese generell nicht vorhersehen kann. Dennoch besteht ein wesentlicher Faktor der Portfoliotheorie auf Schätzungen etwa der zukünftigen Renditen. Schätzfehler bei der Bewertung der zukünftigen Renditen haben enorme Auswirkungen auf die Erwartungswert-Varianz-Optimierung und die Anlageallokation.[2]
- Die zugrunde liegende Theorie der effizienten Märkte betrachtet eine idealisierte Finanzwelt. Beispielsweise zeugen Warren Buffetts Anlageerfolge davon; dieser begründet in seinem Essay The Superinvestors of Graham-and-Doddsville seinen Erfolg auf unterbewertete Unternehmen, die es in einem effizienten Markt per Definition nicht gibt.[3] Laut William F. Sharpe, der den Erfolg Buffetts einen 6-sigma event nennt, sind auch langfristige Anlageerfolge wie von Buffett statistisch möglich, ohne die Theorie effizienter Märkte zu widerlegen.[4]